# Zona pelúcida

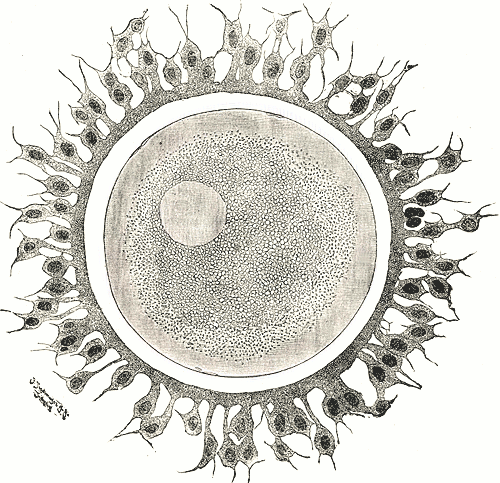
Óvulo humano: A zona pelúcida é visto como um cinto grosso claro cercado pelas células da Coroa radiada.

A zona pelúcida é uma grossa camada glicoprotéica que envolve o óvulo e confere aos gametas femininos uma alta especificidade. Ela funciona como barreira, permitindo que apenas espermatozoides da mesma espécie tenham acesso ao óvulo, e é responsável por impedir a polispermia, para que espermatozoides adicionais não penetrem no óvulo.